# Vezikulární film
Vezikulární film je druh fotografického filmu vzniklý vezikulárním (bublinkovým) procesem, označovaný také jako kalvárův proces nebo krátce kalvar. Vezikulární film je citlivý pouze na ultrafialové světlo a je dále vyvolán jednoduše tak, že je vystaven teplu.

## Historie

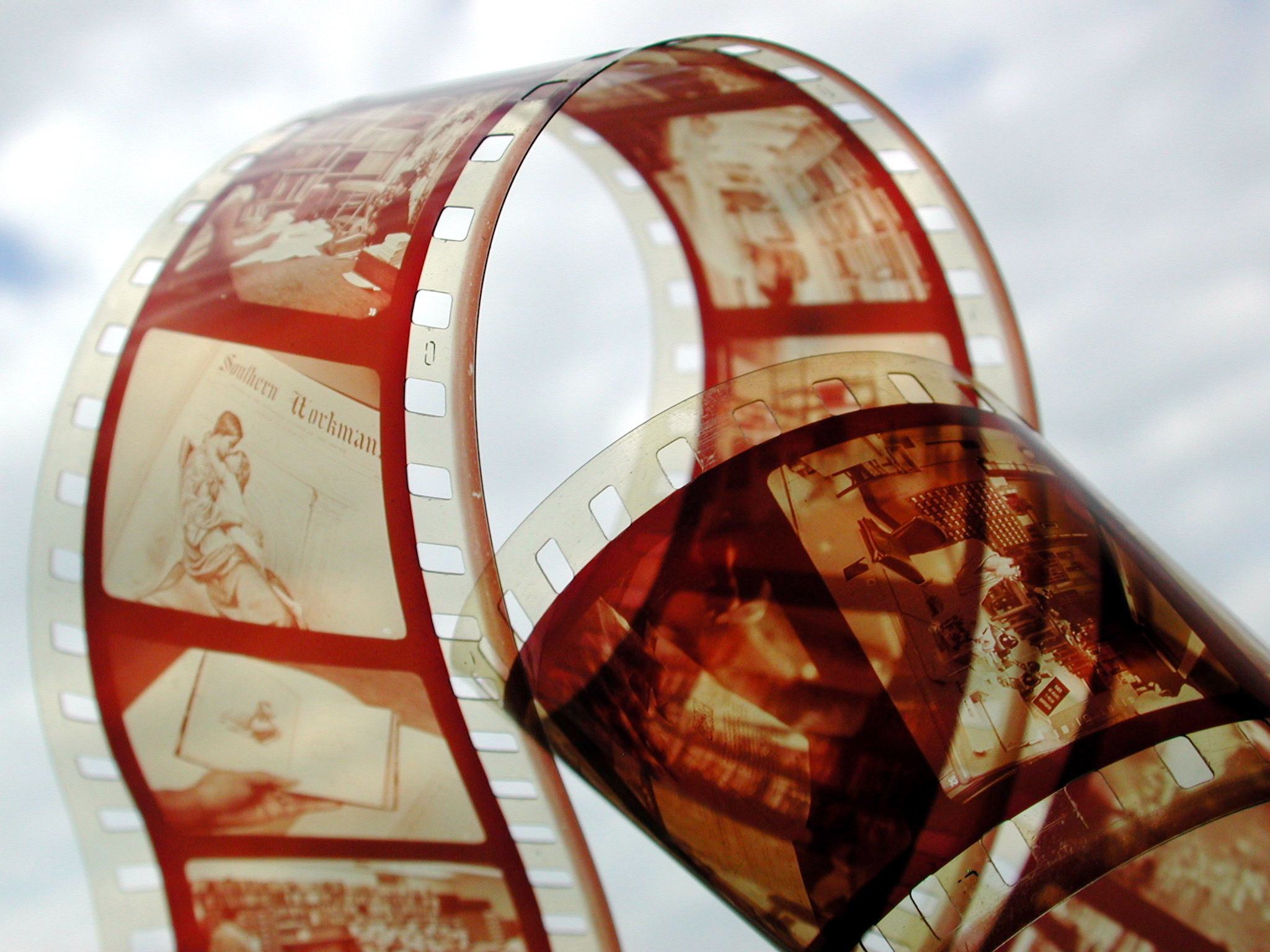
35mm film

Původně byl vyvinut na Tulane University v roce 1956, o rok později jej dále vyvíjela firma Kalvar Corporation. Původní záminka byla zjednodušit kopírování mikrofilmu, ale našla se řada dalších využití. Avšak vzhledem k tomu, že zpracování dokumentů se začalo dělat digitálně na počítačích, poptávka po kalvaru klesla.
Kalvar byl určen především pro uchování dokumentů, kopírování mikrofilmů nebo mikrofiší. Při tomto použití byl neexponovaný kalvar umístěn zády k sobě s originálem a vystaven rovnoměrnému UV záření. Filmy byly pak od sebe odděleny a obraz na kalvaru byl vyvolán a ustálen zahřátím (nebo i vařením). Fyzická odolnost saranové báze byla výhoda, která umožňovala mnohem delší použitelnost než bylo možné u konvenčních filmů založených na halogenidech stříbra (okolo roku 1960). Snadné kopírování bylo vhodné pro využití v distribuci filmů, v roce 1961 Kalvar a Metro-Goldwyn-Mayer založili na trhu společný podnik, "Metro Kalvar" a vyvinuli systém pro kopírování 16mm a 35mm černobílých video filmů. Filmy obou velikostí byly běžně používané mikrofilmů, čili vývoj se vztahoval také na tato související zařízení.
Společnost Kalvar Corporation nebyla jedinou společností, která tento proces rozvíjela komerčně. Kalifornská Xidex Corporation vyvinula podobný proces a registrovala na něj patent na konci padesátých let 20. století. To nakonec vedlo k tomu, že Xidex žaloval Kalvar za porušení práv, ale když Kalvar prokázal, že komerční verze svých filmů vyrobil v roce 1957, tedy více než rok před Xidexem, Xidex žalobu stáhl. Poté, co prohráli, Xidex zkrátka společnost celou Kalvar koupil. To vedlo k zásahu antimonopolního úřadu v roce 1981 a Xidex souhlasil s prodejem celé společnosti Kalvar (měl ještě několik dalších) v roce 1983.

## Princip

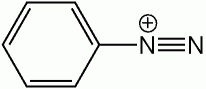
Benzendiazoniový kationt

Využívají se sloučeniny dusíku, který je rozpuštěn v termoplastické pryskyřici. Po ozáření ultrafialovým světlem chce dusík uniknout, zvětšuje svůj objem a vytváří v termoplastické látce větší a menší bublinky (podle míry osvícení filmu).
Vezikulární film je založen na diazoniových sloučeninách diazoniových solí v saranovém plastu. Při působení ultrafialového světelného záření (UV) se chemická vazba v diazové sloučenině rozbije. Plast po zahřátí změkne a dusík vytvoří malé bubliny - "puchýřky". Když se film znovu ochladí, uvězní se bubliny na svém místě. Bubliny silně rozptylují světlo, což znamená, že v protisvětle jsou neprůhledné, vytvořená kopie je proto negativní. Protože je film citlivý na UV záření, mohl by být snadno manipulovaný normální žárovkou bez nutnosti použít temnou komoru, ale pro archivaci musí být umístěn v krabici s UV ochranou. Film může být vymazány zahřátím, což by způsobilo migraci bublin a zničení obrazu.